# George Bruce Malleson
George Bruce Malleson, född 8 maj 1825, död 1 mars 1898, var en anglo-indisk militär och historiker.
Malleson kom 1842 ut till Indien som fänrik, innehade flera civilmilitära befattningar, blev 1873 överste och var 1869-1877 uppfostrare för maharajan av Mysore. Malleson skrev en mängd arbeten i indisk historia, bland vilka märks History of the french in India (1868), History of the indian mutiny (6 band 1878-1880; påbörjad av John William Kaye), The decisive battles of India (1883; 3:e uppl. 1888) samt biografier över Wellesley (1889), Akbar (1890), Dupleix (samma år) och Warren Hastings (1894). Hans stil är livfull; den starkt personliga uppfattningen gör honom stundom partisk.